# Mietków (gromada)
Mietków – dawna gromada, czyli najmniejsza jednostka podziału terytorialnego Polskiej Rzeczypospolitej Ludowej w latach 1954–1972.
Gromady, z gromadzkimi radami narodowymi (GRN) jako organami władzy najniższego stopnia na wsi, funkcjonowały od reformy reorganizującej administrację wiejską przeprowadzonej jesienią 1954 do momentu ich zniesienia z dniem 1 stycznia 1973, tym samym wypierając organizację gminną w latach 1954–1972.
Gromadę Mietków z siedzibą GRN w Mietkowie utworzono – jako jedną z 8759 gromad na obszarze Polski – w powiecie wrocławskim w woj. wrocławskim, na mocy uchwały nr 32/54 WRN we Wrocławiu z dnia 2 października 1954. W skład jednostki weszły obszary dotychczasowych gromad Mietków, Maniów Wielki, Malin, Proszkowice, Stróża Górna, Wawrzeńczyce i Stróża Dolna ze zniesionej gminy Kąty Wrocławskie w tymże powiecie oraz Borzygniew i Maniów ze zniesionej gminy Domanice w powiecie świdnickim w tymże województwie. Dla gromady ustalono 21 członków gromadzkiej rady narodowej.
31 grudnia 1959 do gromady Mietków włączono wieś Ujów (bez przysiółka Osieczyzna) ze znoszonej gromady Buków w powiecie średzkim w tymże województwie.
1 lipca 1968 do gromady Mietków włączono wieś Okulice ze znoszonej gromady Rogów Sobócki w tymże powiecie.
Gromada przetrwała do końca 1972 roku, czyli do kolejnej reformy gminnej. 1 stycznia 1973 powiecie wrocławskim utworzono gminę Mietków (zniesioną przejściowo w latach 1977–1982).